# Incendie de la bibliothèque municipale de Chartres en 1944
La bibliothèque municipale de Chartres est ravagée par un incendie le 26 mai 1944 à la suite d'un bombardement accidentel du centre de la ville par des avions américains. Plus de 2000 manuscrits anciens furent détruits ou gravement endommagés. 

## La collection
Près de deux mille manuscrits ont été détruits ou gravement endommagés dans l'incendie. Ils formaient une collection exceptionnelle, en raison du rôle de premier plan que joua l'École de Chartres dans l'histoire intellectuelle de la France lors de la « Renaissance du XIIe siècle ».

## La collection sous l'Occupation
Dès le début de la Seconde Guerre mondiale, des mesures avaient été prises pour protéger les manuscrits de Chartres. Le 5 septembre 1939, on les avait mis en caisses et transportés au château de Villebon, à une vingtaine de kilomètres de la ville où ils restèrent plus d'une année à l'abri. Mais le 3 décembre 1940, le docteur Wermke, chef du service des bibliothèques auprès de l'administration militaire allemande, donna l'ordre de les réintégrer à la bibliothèque municipale. L'occupant ne voulait pas sembler craindre quoi que ce fût des Alliés. La municipalité chartraine traîna des pieds mais finalement fut obligée de se soumettre : livres et manuscrits revinrent en place. Les raids aériens s'intensifiant à quelques semaines du débarquement, la peur que la bibliothèque et ses manuscrits soient endommagés s'accrut 

## L'incendie
Le 26 mai 1944, à six heures du soir, les habitants de Chartres entendirent retentir les sirènes d'alerte. Bientôt, la DCA allemande ouvrit le feu contre une escadrille d'avions américains. Il semble que, désemparé, le chef de celle-ci ait alors perdu ses bombes ; il fut aussitôt imité par les autres avions qui croyaient à une manœuvre volontaire.
Les bombes atteignirent le centre-ville, tuant cinquante personnes. La bibliothèque fut éventrée, un gigantesque incendie se déclara. En quelques minutes, rayons, livres et manuscrits s'enflammèrent   Des secours s'organisèrent sur-le-champ. On actionna toutes les pompes disponibles, l'incendie fut maîtrisé, la plupart des manuscrits étaient dévorés par le feu. Des précieux témoins de l'histoire de la pensée, il ne restait souvent qu'un morceau de bloc informe de cuir ratatiné. Ceux des manuscrits qui avaient le mieux résisté à la flamme accusaient au moins l'action de l'eau. Celle-ci, survenant après une forte chaleur, transforma les feuillets de parchemin en lamelles translucides comme du verre. Bref, il ne resta d'intact que quelques manuscrits alors en cours de restauration à la Bibliothèque.
Dès le 8 juin, une équipe bénévole se mit en place pour trier les vestiges de la prestigieuse collection. Le lendemain, on en envoya un grand nombre à l'atelier de reliure de la Bibliothèque nationale, où le traitement dura près de quatre ans : par des moyens chimiques, on parvint à séparer les feuillets agglutinés.

## La restauration
Au total, on put ainsi rassembler 976 manuscrits, à peu près utilisables. Maurice Jusselin et le chanoine Delaporte commencèrent alors un long travail d'identification. Luttant contre l'odeur de pourriture que dégageaient les peaux depuis leur traitement chimique, les deux érudits identifièrent et classèrent les manuscrits de parchemin et de papier en quatre catégories selon leur état de conservation : 164 manuscrits de parchemin, dont 44 en bon état et 32 partiellement utilisables ; 241 manuscrits de papier, dont 118 en bon état et 123 partiellement utilisables. À ce nombre de manuscrits en partie rescapés de la destruction, il faut ajouter ceux qui avaient fait l'objet de micro similés ou de reproductions photographiques avant la guerre.

## Époque contemporaine
Au XXe siècle, de nombreuses liasses fragilisées sinistrées attendent encore d'être identifiées ; mais il faudrait d'abord les restaurer et les consolider. Ce n'est qu'une fois cette précaution prise qu'un grand chantier s'ouvrira pour les historiens, et peut-être verra-t-on resurgir quelques œuvres oubliées d'un de ces grands maîtres chartrains que furent Bernard de Chartres, Thierry de Chartres, Guillaume de Conches, Bernard Silvestre et Gilbert de La Porrée.